# Joseph Wood (Politiker, 1712)
Joseph Wood (* 1712 in der Provinz Pennsylvania; † September 1791 bei Sunbury, Georgia) war ein US-amerikanischer Politiker. In den Jahren 1777 und 1778 war er Delegierter für Georgia im Kontinentalkongress.

## Werdegang
Über die Jugend und Schulausbildung von Joseph Wood ist nichts überliefert. Auch über seine ersten Jahrzehnte im Erwachsenenalter ist nichts bekannt. In den 1760er (nach anderen Angaben in den frühen 1770er Jahren) zog er in die Provinz Georgia, wo er im Liberty County eine Plantage aufbaute und bewirtschaftete. In den 1770er Jahren schloss er sich der Revolutionsbewegung an. Er drängte die dortigen noch zurückhaltenden Politiker zu einem entschiedeneren Kurs zur Unterstützung der Unabhängigkeitsbestrebungen. Bei Ausbruch des Unabhängigkeitskrieges kehrte er nach Pennsylvania zurück, um sich dort der Kontinentalarmee anzuschließen. In der Armee brachte er es bis zum Oberst. Er nahm unter anderem an einem Feldzug nach Kanada teil. Im Januar 1777 gab er den Militärdienst auf und kehrte nach Georgia zurück. Dort wurde er zum Delegierten beim Kontinentalkongress bestimmt. Dieses Mandat übte er in den Jahren 1777 und 1778 aus. Er war auch Mitglied im Sicherheitsausschuss seiner Heimat. Hauptberuflich bewirtschaftete Joseph Wood weiterhin seine Plantage, auf der er im September 1791 starb.